# 班伯沙伊德
班伯沙伊德是德国莱茵兰-普法尔茨州的一个市镇。总面积1.88平方公里，总人口616人，其中男性296人，女性320人（2011年12月31日），人口密度328人/平方公里。